# Montague Rhodes James
Montague Rhodes James, of M.R. James (1 augustus 1862 – 12 juni 1936) was een Engels schrijver. James herdefineerde het genre van het spookverhaal bij de aanvang van de 20e eeuw door de formele gothic clichés van zijn voorgangers te verlaten en meer realistische hedendaagse settings te gebruiken.
Hij was student in Eton en later voor het leven benoemd als docent.
James' spookverhalen werden gepubliceerd in een reeks verzamelingen: Ghost Stories of an Antiquary (1904), More Ghost Stories of an Antiquary (1911), A Thin Ghost and Others (1919), en A Warning to the Curious and Other Ghost Stories (1925).

## Publicaties
- Ghost Stories of an Antiquary (1904)
- More Ghost Stories of an Antiquary (1911)
- A Thin Ghost and Others (1919)

- Warning to the Curious and Other Ghost Stories (1925)

- Bibsys: 90099192
- Biblioteca Nacional de España: XX995212
- Bibliothèque nationale de France: cb120156502 (data)
- Catàleg d'autoritats de noms i títols de Catalunya: 981058521252606706
- CiNii: DA01441158
- Gemeinsame Normdatei: 123511399
- International Standard Name Identifier: 0000 0001 0785 3573
- Library of Congress Control Number: n80109149
- Nationale Bibliotheek van Letland: 000163333
- MusicBrainz: a2135b5d-4a36-40cf-b1af-fb7fd0b1f3e9
- Bibliotheek van het Japanse parlement: 00444497
- Nationale Bibliotheek van Tsjechië: xx0008527
- Nationale bibliotheek van Australië: 36543014
- Nationale Bibliotheek van Israël: 987007276159505171
- Nationale en Universitaire bibliotheek Zagreb: 000029364
- Nederlandse Thesaurus van Auteursnamen: 068640536
- Réseau des bibliothèques de Suisse occidentale: 02-A003418902
- Istituto Centrale per il Catalogo Unico: CFIV054626
- SNAC: w67m0h9f
- Système universitaire de documentation: 028290887
- Trove: 1282818
- Union List of Artist Names: 500320063
- Virtual International Authority File: 88882890
- WorldCat: E39PBJbtptHpqHrQr4HyhtqvpP